# Кубок Першого каналу (хокей) 2006
Кубок Першого каналу 2006 — 39-й міжнародний хокейний турнір у Росії, проходив 14—17 грудня 2006 року в Москві у рамках Єврохокейтуру. Матч Фінляндія — Чехія пройшов у Гельсінкі. 

## Результати та таблиця
| 1. | Росія     | ***      | 3:0 | 0:1 бул. | 4:1 | 3 | 2 | 0 | 1 | 0 | 7:2  | 7 |
| 2. | Фінляндія | 0:3      | *** | 2:1      | 3:2 | 3 | 2 | 0 | 0 | 1 | 5:6  | 6 |
| 3. | Швеція    | 1:0 бул. | 1:2 | ***      | 7:5 | 3 | 1 | 1 | 0 | 1 | 9:7  | 4 |
| 4. | Чехія     | 1:4      | 2:3 | 5:7      | *** | 3 | 0 | 0 | 0 | 3 | 8:14 | 0 |

М — підсумкове місце, І — матчі, В — перемоги, ВБ (ВО) — перемога по булітах (овертаймі), ПБ (ПО) — поразка по булітах (овертаймі), П — поразки, Ш — закинуті та пропущені шайби, О — очки

## Найкращі гравці турніру
| Воротар  | Василь Кошечкін |
| Захисник | Юган Акерман    |
| Нападник | Янне Песонен    |

## Команда усіх зірок
| Воротар  | Василь Кошечкін |
| Захисник | Ілля Нікулін    |
| Захисник | Давід Петрашек  |
| Нападник | Ян Марек        |
| Нападник | Петро Щасливий  |
| Нападник | Олексій Морозов |

## Найкращі бомбардири
| Місце | Гравці          | Голи | Паси | Очки |
| ----- | --------------- | ---- | ---- | ---- |
| 1.    | Ян Марек        | 3    | 1    | 4    |
| 2.    | Тоні Мортенссон | 2    | 2    | 4    |
| 3.    | Петр Часлава    | 0    | 4    | 4    |
| 3.    | Давід Петрашек  | 0    | 4    | 4    |
| 5.    | Янне Песонен    | 0    | 3    | 3    |
| 5.    | Олексій Морозов | 0    | 3    | 3    |